# Dey Mekān
Dey Mekān (persiska: Deymeskān, دی مکان, دهستان, ديمسکان) är en ort i Iran.   Den ligger i provinsen Kerman, i den centrala delen av landet, 700 km sydost om huvudstaden Teheran. Dey Mekān ligger 2 068 meter över havet och antalet invånare är 180.
Terrängen runt Dey Mekān är kuperad åt nordväst, men åt sydost är den bergig. Runt Dey Mekān är det glesbefolkat, med 13 invånare per kvadratkilometer. Det finns inga andra samhällen i närheten. Trakten runt Dey Mekān är ofruktbar med lite eller ingen växtlighet.